# Čajkovica
Čajkovica falu Horvátországban, Dubrovnik-Neretva megyében. Közigazgatásilag Dubrovnik községhez tartozik.

## Fekvése
A Dubrovnik városától légvonalban 4, közúton 9 km-re északkeletre a Dubrovniki tengermelléken, a Golubov kamen nevű sziklás hegyvonulat alatt, a Komolacból Gornji Brgat felé haladó út és a hercegovinai határ között fekszik. Az Adria-parti főútról a dubrovniki jachtkikötő előtt délkeletre kanyarodva a fő transzformátor állomás mellett elhaladva lehet megközelíteni.

## Története
Az itt élt első ismert nép az illírek voltak, akik az i. e. 2. évezredtől fogva éltek itt magaslatokon épített erődített településeken és kövekből rakott halomsírokba temetkeztek. Az illírek i. e. 35-ig uralták a térséget, amikor Octavianus hadai végső győzelmet arattak felettük. A Nyugatrómai Birodalom bukása után 493-tól a keleti gótok uralták a területet. 535-ben Dalmáciával együtt a Bizánci Császárság uralma alá került. A horvátok ősei a 7. században érkeztek Dalmáciába és csakhamar megalapították első településeiket. Ezek elsőként a termékeny mező melletti, ivóvízzel rendelkező helyeken alakultak ki. Rijeka dubrovačka déli partvidéke Knežica és Šumet településekkel együtt már a 10. század közepén a Raguzai Köztársasághoz tartozott. Középkori temploma Szent Mihály tiszteletére volt szentelve.
A Raguzai Köztársaság bukása után 1806-ban Dalmáciával együtt ez a térség is a köztársaságot legyőző franciák uralma alá került, de Napóleon bukása után 1815-ben a berlini kongresszus Dalmáciával együtt a Habsburgoknak ítélte. 1857-ben 114, 1910-ben 79 lakosa volt. 1918-ban az új szerb-horvát-szlovén állam, majd később Jugoszlávia része lett. A délszláv háború során 1991. október 1-jén kezdődött a jugoszláv hadsereg (JNA) támadása a Dubrovniki tengermellék ellen, majd súlyos harcok után még októberben megszállta a települést. A házakat kirabolták, majd felgyújtották. A lakosság elmenekült, így a település 1992. májusáig lényegében lakatlan maradt. A horvát hadsereg a slanoi felszabadító hadművelet során 1992. május 26-án verte ki a JNA egységeit és a szerb szabadcsapatokat a településről és  környékéről. A háború után rögtön elkezdődött az újjáépítés. A településnek 2011-ben 160 lakosa volt, akik főként mezőgazdasággal foglalkoztak, illetve a közeli Dubrovnikban dolgoztak.

## Népesség
| Lakosság változása | Lakosság változása | Lakosság változása | Lakosság változása | Lakosság változása | Lakosság változása | Lakosság változása | Lakosság változása | Lakosság változása | Lakosság változása | Lakosság változása | Lakosság változása | Lakosság változása | Lakosság változása | Lakosság változása | Lakosság változása |
| ------------------ | ------------------ | ------------------ | ------------------ | ------------------ | ------------------ | ------------------ | ------------------ | ------------------ | ------------------ | ------------------ | ------------------ | ------------------ | ------------------ | ------------------ | ------------------ |
| 1857               | 1869               | 1880               | 1890               | 1900               | 1910               | 1921               | 1931               | 1948               | 1953               | 1961               | 1971               | 1981               | 1991               | 2001               | 2011               |
| 114                | 133                | 94                 | 84                 | 100                | 79                 | 81                 | 92                 | 76                 | 72                 | 53                 | 54                 | 70                 | 239                | 159                | 160                |

## Nevezetességei
A középkori Mihály arkangyal templom romjai a település feletti Pod Gredom nevű helyen. A templom első írásos említése 1366-ban történt, tehát mindenképpen ezelőtt építették.

## Gazdaság
Lakói főként mezőgazdasággal foglalkoztak, illetve a közeli Dubrovnikban dolgoztak.